# Kanebō
Kanebō (japanisch カネボウ株式会社 Kanebō kabushiki-gaisha) war ein japanisches Unternehmen mit Hauptsitz in Minato, Tokio, das ursprünglich Textilien, dann auch Kosmetik, Nahrungsmittel und Material für Industrie- und Wohnbauten herstellte.

## Geschichte
Kanebō begann 1886 als „Tōkyō wata shōsha“ (東京綿商社). 1889 wurde Firmenname aufgrund der Aufnahme des Betriebs einer Fabrik am Wassergraben Kanegafuchi (鐘淵) am Rande des Sumida-Flusses in „Kanegafuchi Spinning Co., Ltd.“ (鐘淵紡績, Kangafuchi bōseki) geändert. Zu einer Zeit bat man Mitsui um Unterstützung, aber seit dem Japanisch-Chinesischen Krieg entwickelte sich das Unternehmen unter Leitung von Mutō Sanji (1864–1934) aufgrund von Fusionen usw. schnell. Man  erweiterte die Produktion um Seidenaufrollung, Wolle und auch Kunstseide.
Nach dem Zweiten Weltkrieg nahm man Produkte wie Nylon und Kunstharz auf, erweiterte das Programm um Kosmetik und Lebensmittel. 1971 vereinfachte man den Firmennamen zu „Kanebō“ (鐘紡), seit 2001 wurde der Firmenname in Japan in der Silbenschrift Katakana geschrieben. Es kam zur Gründung und Entwicklung von Tochtergesellschaften, die für Diversifizierungsgeschäfte verantwortlich waren, dann wurde der Hauptteil der Tochtergesellschaften  übernommen. So wurden 1981 Tochtergesellschaften wie „Kanebō Cosmetics“ und „Kanebō Dior“ mit dem zentralen Unternehmen fusioniert.
Das diversifizierte Management der fünf Hauptbereiche, auch bekannt als „Pentagon-Management“, wurde jedoch eingestellt. Im Oktober 2003 wurde die Geschäftsintegration der Kosmetiksparte mit Kao angekündigt, und nachdem man einen zwischendurch geplanten Wiederaufbau aufgegeben hatte, auch durchgeführt. Im März 2004 beschloss man, die Unterstützung der „Industrial Revitalization Corporation“ (産業再生機構, Sangyō saiken kikō) anzunehmen, um die Entwicklung  voranzutreiben.
Aufgrund der enormen Menge an geschönten Daten in der Vergangenheit wurde das Unternehmen im Juni 2005 von der Börse genommen und unter das Dach von „Kanebō Cosmetics“ gestellt. Im Jahr 2006 wurde „Kanebō Cosmetics“ eine Tochtergesellschaft von „Kao“, und Kanebō selbst wurde von „Trinity Investment“ übernommen, das von drei inländischen Investmentfonds betrieben wird. Derzeit ist Kanebō Trinity Holdings, das keine Kapitalbeziehung mit dem ehemaligen Kanebō hat, eine Holdinggesellschaft mit Geschäftsbereichen wie tägliche Bedarfsartikel, Medikamente und Lebensmittel. Im Juli 2007 änderte die Holdinggesellschaft ihren Namen in Kracie Holdings, und die Marken ihrer verbundenen Unternehmen wurden zu „Kracie“ vereinheitlicht.